# Manfred Dähne
Manfred Dähne (* 2. Februar 1945 in Chemnitz) ist ein ehemaliger deutscher Radrennfahrer, der in den 1960er- und 1970er-Jahren in der DDR aktiv war.

## Sportliche Laufbahn
Dähne begann 14-jährig 1959 organisiert Radsport zu betreiben (nachdem er sich vorher im Volleyball und in der Leichtathletik ausprobiert hatte) und war sowohl im Bahnradsport als auch beim Straßenradsport aktiv. Sein Talent in beiden Disziplinen bewies er bei den DDR-Jugendmeisterschaften 1962, als er den Titel im Straßenfahren und im 500-m-Zeitfahren auf der Bahn gewann. 1963 schaffte er innerhalb weniger Wochen den Aufstieg von der Leistungsklasse III in die Leistungsklasse I der DDR-Straßenfahrer. Ab 1964 trat der 1,72 m große Dähne für den SC DHfK Leipzig im Männerbereich an, nachdem er sich in kürzester Zeit für die Leistungsklasse I qualifiziert hatte. Auch dort fuhr er zweigleisig auf der Straße und der Bahn. Bereits in seinem ersten Jahr in der Meisterklasse wurde er bei der DDR-Meisterschaft im Mannschaftszeitfahren mit dem SC DHfK Dritter, den Titel holte er sich ebenfalls mit dem SC DHfK bei denselben Meisterschaften 1970 und 1971. 1970 kam er zudem bei der Einzelstraßenmeisterschaft auf Platz drei. Bei den DDR-Bahnmeisterschaften erreichte er in unterschiedlichen Disziplinen zwischen 1966 und 1971 fünf Podestplätze, wobei der zweite Platz in der 4000-m-Mannschaftsverfolgung 1971 das beste Ergebnis war.
Schon 1965 gehörte Dähne zum Kader der DDR-Nationalmannschaft und wurde bei der Straßenweltmeisterschaft 1965 im Mannschaftszeitfahren eingesetzt, wo er mit der DDR-Mannschaft Platz fünf erreichte, 1967 wurde sein Team auf dem 8. Rang klassiert. Von 1966 an nahm er mehrfach an der DDR-Rundfahrt teil und erreichte 1967 mit Platz acht sein bestes Ergebnis. Ebenfalls 1967 kam Dähne bei dem Drei-Länder-Etappenrennen Internationale Friedensfahrt zum Einsatz. Als zweitjüngstes Mannschaftsmitglied gehörte er zu den Aktivposten, gewann eine Etappe, trug zwei Tage lang das Gelbe Trikot des Spitzenreiters und gewann das Violette Trikot des aktivsten Fahrers. In der Einzelwertung kam er allerdings, nachdem er auf der 10. Etappe einen Einbruch erlitten hatte, als schlechtester DDR-Fahrer nur auf Platz 39. Um fünf Plätze verbesserte er sich bei seiner zweiten Friedensfahrt-Teilnahme 1969 und gewann mit dem DDR-Team die Mannschaftswertung. Seinen einzigen Gesamtsieg bei einer Etappenfahrt holte sich Dähne 1970 bei dem Zweitagesrennen Wien-Rabenstein-Gresten-Wien. Neben seinen besonderen Qualitäten im Endsprint zeichnete er sich durch ein überragendes Können im Einzelzeitfahren aus. So gewann er 1970 alle drei Zeitfahrwettbewerbe in der DDR: er siegte in Kalbe, Bad Schmiedeberg und Lübben. Er selbst bilanziert seine Palmares 1967 insgesamt auf „etwa 80 Siege in der DDR, Schweden, Dänemark, Polen, der CSSR, Bulgarien, Algerien und der Sowjetunion“.